# Sławomir Sierakowski
Sławomir Witold Sierakowski (n. 1979) es un sociólogo, ensayista, periodista y activista de izquierdas polaco.

## Biografía
Sierakowski se graduó en el Programa Interdisciplinario Individualizado en Humanidades (Międzywydziałowe Indywidualne Studia Humanistyczne) en la Universidad de Varsovia y ha recibido becas de investigación de la Universidad de Yale o Harvard, en Estados Unidos, y en dos ocasiones del Instituto de Ciencias Humanas de Viena. Escribe artículos de opinión en la edición internacional del New York Times y es columnista de otros medios como Project Syndicate
Fundador y editor de la revista polaca Krytyka Polityczna (Crítica política), lidera el movimiento del mismo nombre, Krytyka Polityczna, una de las organizaciones más activas de la izquierda polaca, que trabaja en los campos de la política y las humanidades y, además de su país de origen, Polonia, también está presente en Ucrania, Rusia, Reino Unido y Alemania. Este grupo, bautizado así por la revista fundada y dirigida por Sierakowski, incluye, además, una editorial, un centro cultural, una red de centros locales, etc. Es autor de ensayos y artículos sobre la política y la cultura polaca y europea que han sido publicados en varios idiomas. Ha sido profesor de sociología y filosofía en la Universidad de Varsovia y conferenciante invitado en universidades y centros científicos de Estados Unidos y Europa. como la Universidad de Columbia en Nueva York o La Sorbona en París.